# Parrocchia di Saint Andrew (Giamaica)
La parrocchia di Saint Andrew (in lingua inglese Saint Andrew Parish) è una delle quattordici parrocchie civili della Giamaica, è situata nella parte sud-orientale dell'isola e fa parte della Contea di Surrey con 555 828 abitanti (dato 2001).
Il capoluogo è Half Way Tree, ed è stata la prima parrocchia ad essere costituita.